# Gothic metal
A gothic metal, vagy goth metal a heavy metal egyik alműfaja, mely a heavy metal súlyosságát és a gothic rock sötét melankóliáját ötvözi. A stílus eredete az 1990-es évek elejére, a doom metal és a death metal fúziójára vezethető vissza. A gothic metal változatosságát azok a zenekarok adják, melyek a heavy metal különböző stílusaiba adaptálták a "gótikus" megközelítést, ebből adódóan előfordulhat akár black metal-al vagy más extrém metal stílusokkal történő fúzió is. A gótikus, romantikus horror irodalom és a személyes tapasztalások ihlette dalszövegek általában melodramatikus és gyászos hangvételűek.
A gothic metal úttörői, köztük a Paradise Lost, a My Dying Bride és az Anathema, mind Anglia északi részéről származnak. További úttörő zenekarok a '90-es évek első feléből az amerikai Type O Negative, a svéd Tiamat, a vajdasági Nevergreen és a holland The Gathering. A tiszta női és az agresszív férfi énekhang kombinációjára épülő "szépség és szörnyeteg" vokálmegoldásokat a norvég Theatre of Tragedy együttese fejlesztette ki. Az 1990-es évek közepén olyan együttesek, mint a portugál Moonspell vagy a brit Cradle of Filth a black metalt vegyítették a gótikus stílussal. Az évtized végére a gothic metal szimfonikus változatával állt elő a norvég Tristania és a holland Within Temptation.
A 21. században Európában a gothic metal tovább mozdult a mainstream irányába, főleg Finnországban, ahol a The 69 Eyes, az Entwine, a HIM, a Lullacry, a Poisonblack és a Sentenced kislemez slágereket és listavezető albumokat adtak ki. Az Amerikai Egyesült Államok zenei piacán azonban csupán kevés együttes, mint például a HIM, a Lacuna Coil és az Evanescence tudott kereskedelmi sikereket elérni.

## Külső hivatkozások
- Allmusic Archiválva 2005. május 20-i dátummal a Wayback Machine-ben szócikke a gothic metalról (angolul)
- Goth Metal World Archiválva 2020. július 5-i dátummal a Wayback Machine-ben (angolul)
- Stíluskalauz klipekben: A gothic metal